# Lendi
Lendi – polski broker finansowy, uznawany za jeden z najszybciej rozwijających się w kraju. Firma zdobyła popularność na rynku usług finansowych w Polsce.    
Lendi działa od 2016 roku i dysponuje siecią ponad 80 placówek stacjonarnych oraz zespołem ponad 1700 ekspertów finansowych. Broker posiada około 15% udziału w polskim rynku. W ofercie znajdują się produkty finansowe, takie jak kredyty hipoteczne, kredyty gotówkowe oraz rozwiązania dla firm, które są dostosowywane do potrzeb klientów.   

## Struktura własności
Lendi jest częścią grupy kapitałowej MZN Property, która do 2020 roku była notowana na Giełdzie Papierów Wartościowych w Warszawie. Po przejęciu w 2020 roku MZN Property działa jako prywatna spółka. Grupa posiada kilka spółek zależnych, w tym Lendi, które funkcjonuje jako broker finansowy, oraz FinPack, dostawcę narzędzi dla pośredników finansowych.  

## Model działalności
W portfolio produktowym Lendi znajdują się oferty kredytowe największych banków w Polsce. W ramach swojego portfolio produktowego broker proponuje: 
- Kredyty hipoteczne – oferta kredytów hipotecznych z możliwością automatyzacji wielu etapów procesu kredytowego.
- Kredyty gotówkowe – różnorodne opcje kredytów gotówkowych, możliwe do porównania w kalkulatorze online.
- Produkty finansowe dla firm – obejmujące kredyty inwestycyjne, obrotowe, leasingi oraz dotacje unijne[8].

Na stronie Lendi.pl dostępne są narzędzia, takie jak kalkulatory kredytowe, które umożliwiają analizę i porównywanie ofert kredytowych. 

## Rozwój i innowacje

### Model hybrydowy
Lendi stosuje model hybrydowy, który łączy technologie cyfrowe z tradycyjną obsługą klientów w placówkach stacjonarnych. W tym podejściu klienci mają możliwość korzystania zarówno z rozwiązań online, jak i wsparcia ekspertów finansowych. Model ten umożliwia elastyczne dostosowanie oferty do potrzeb klientów, jednocześnie utrzymując równowagę między automatyzacją a bezpośrednim kontaktem z ekspertami. Ułatwia to firmie reagowanie na zmieniające się warunki rynkowe oraz oczekiwania klientów. Tego typu model zyskuje na popularności w sektorze finansowym, w odpowiedzi na rosnące zapotrzebowanie na połączenie technologii cyfrowych z tradycyjną obsługą.      

### FinPack - Oprogramowanie dla ekspertów kredytowych
FinPack to autorskie narzędzie opracowane przez Michała Pettersa, Piotra Stempińskiego i Sławomira Rykalskiego w 2012 roku, którego celem jest wspieranie pracy pośredników finansowych. Jest skierowane do profesjonalistów z branży kredytowej, takich jak eksperci i pośrednicy, oferując zaawansowane narzędzia do analizy kredytowej, symulacji kredytów oraz zarządzania procesem składania wniosków. System umożliwia dokładne porównanie szczegółów różnych produktów hipotecznych, analizę zdolności kredytowej klientów oraz automatyzację wypełniania wniosków o kredyt. Dzięki temu eksperci mogą skupić się na relacjach z klientami, redukując czas poświęcany na zadania administracyjne. FinPack funkcjonuje w modelu SaaS i stał się jednym z największych dostawców tego typu oprogramowania w Polsce. W 2016 r. FinPack wszedł do portfela MZN Property. W tym też roku firma mogła pochwalić się obsługą 70% rynku pośredników kredytowych.

### Algorytmy i automatyzacja
Lendi stosuje zaawansowane algorytmy, które automatyzują proces porównywania ofert kredytowych różnych banków, umożliwiając szybkie i dokładne przeanalizowanie zdolności kredytowej klientów. Dodatkowo, algorytmy te pozwalają na jednoczesne składanie wniosków kredytowych do wielu instytucji finansowych, co znacznie redukuje formalności i skraca czas oczekiwania na decyzję. Dzięki temu klienci mogą szybko uzyskać najbardziej korzystne oferty kredytowe, co zwiększa wygodę i efektywność korzystania z usług finansowych.             

### Cyfrowi pośrednicy
Rozwiązania stosowane przez Lendi są inspirowane technologiami cyfrowych pośredników kredytowych (Digital Mortgage) oraz cyfrowych pożyczkodawców (Digital Lending), co umożliwia częściową cyfryzację procesów kredytowych. FinPack, jako baza technologiczna Lendi, zapoczątkował portfel rozwiązań narzędziowych, które są systematycznie rozwijane, wspierając działalność spółki.               

## Historia

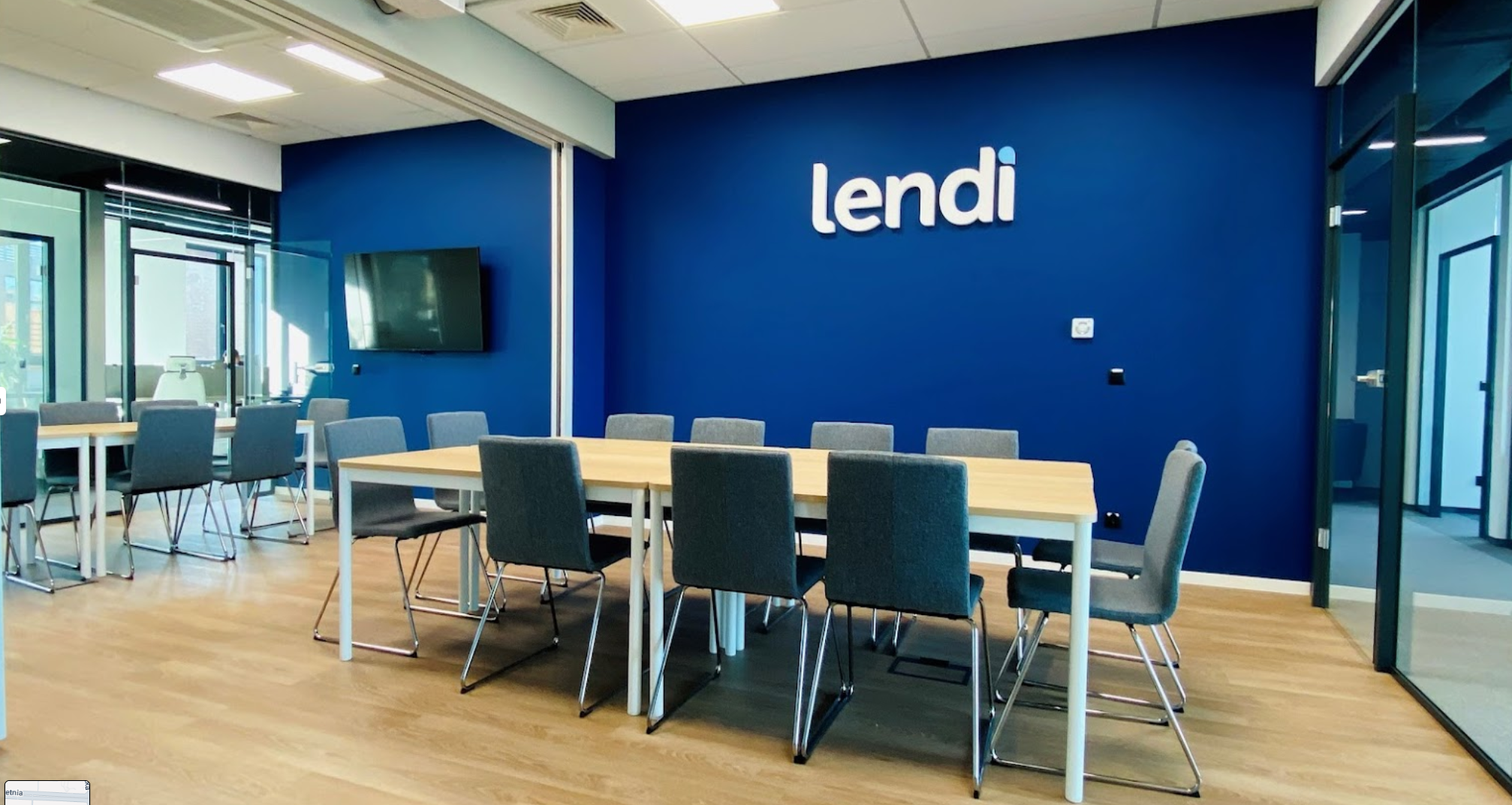
Biuro Lendi na ulicy Zielonogórskiej w Szczecinie

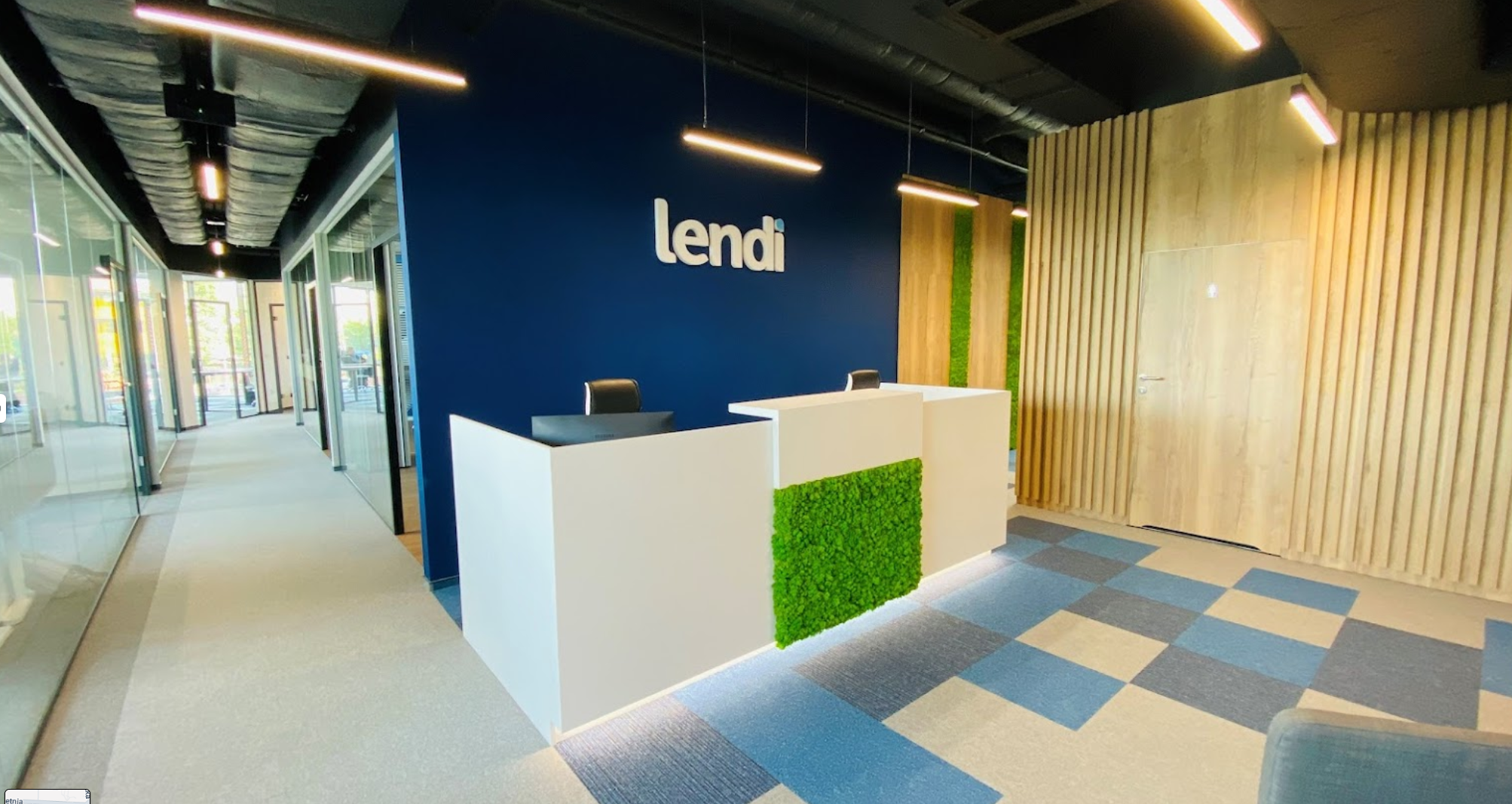
Recepcja biura Lendi w Szczecinie

### 2012
- Założyciele Lendi, Michał Petters, Piotr Stempiński i Sławomir Rykalski stworzyli narzędzie dla pośredników finansowych o nazwie FinPack, które umożliwiało szybki dostęp do ofert kredytowych różnych banków[17][18][19].

### 2016
- Na rynku pośrednictwa finansowego z rozwiązania FinPack korzystało około 70% firm, takich jak Expander, Notus, Aspiro, Alex T. Great czy Murator Finanse. Popularność rozwiązania Finpack na rynku pośredników finansowych skłoniła Zarząd spółki do stworzenia w 2016 roku własnej sieci pośredników finansowych pod nazwą Lendi[20].
- Morizon, będący częścią grupy MZN Property, nabył szczecińską spółkę FinPack za kwotę 6,8 mln zł. Celem transakcji było rozwinięcie usług MZN Property w zakresie finansowania nieruchomości, co wpisywało się w długoterminową strategię firmy[20].

### 2020
- Lendi świętowało swoje czwarte urodziny, odnotowując imponujący wzrost sprzedaży o 480%[18].
- Ringier Axel Springer Media AG sfinalizowało przejęcie spółki MZN Property S.A., właściciela jednego z największych serwisów nieruchomościowych w Polsce – Morizon.pl, a także platformy finansowej Lendi. Przejęcie zostało dokonane poprzez zakup 79% udziałów w spółce za kwotę 66,1 miliona złotych. Pozostałe udziały zostały zachowane przez prezesa MZN Property, Jarosława Święcickiego, oraz innych mniejszych akcjonariuszy. Dzięki tej transakcji, Ringier Axel Springer Media AG poszerzyło swoje portfolio ogłoszeniowe w Polsce, co pozwoliło wzmocnić pozycję firmy na rynku nieruchomości, łącząc Morizon.pl z innymi serwisami ogłoszeniowymi, takimi jak Gratka.pl. Przejęcie umożliwiło także dalszy rozwój platformy Lendi[21].

### 2021
- Firma rozwija się na rynku kredytów hipotecznych, notując dynamiczny wzrost w 2021 roku, kiedy to odnotowano znaczne zwiększenie wartości udzielonych kredytów[22]. W 2021 Lendi ma 7 proc. w ogólnym rynku kredytów hipotecznych w Polsce[2].

### 2022
- Lendi rozszerzyło swoje portfolio o ubezpieczenia, tworząc spółkę Lendi Care, która funkcjonuje jako ogólnopolski multiagent ubezpieczeniowy[3].

## Partnerzy
Lendi, będąc częścią giełdowej spółki MZN Property, korzysta z szerokiego dostępu do użytkowników portalu Morizon.pl, jednego z największych serwisów nieruchomościowych w Polsce. Dzięki tej platformie, Lendi może dotrzeć do osób poszukujących nieruchomości, które również mogą potrzebować usług finansowych, takich jak kredyty hipoteczne, co znacząco zwiększa potencjalną liczbę klientów. Dodatkowo, Lendi jest częścią portfolio inwestycyjnego Ringier Axel Springer, co zapewnia firmie dostęp do zasobów finansowych oraz cennego know-how w zakresie technologii cyfrowych i marketingu. Taka struktura właścicielska wzmacnia pozycję Lendi na rynku, oferując transparentność operacyjną i stabilność finansową, co zwiększa wiarygodność firmy w oczach klientów oraz partnerów biznesowych.

## Władze spółki
Zarząd: 
- Michał Petters – Członek Zarządu
- Piotr Stempiński – Członek Zarządu[26]